# Wojnar
Die Wojnar's Wiener Leckerbissen Delikatessenerzeugung GmbH ist ein österreichischer Nahrungsmittelhersteller.
Gegründet wurde das Unternehmen 1930 von Josef Wojnar in Wien-Hernals als Lebensmittel-Großhandel und Hersteller von Liptauer. Wojnar produziert heute mehr als 100 verschiedene Produkte, vor allem Aufstriche, Salate und Sandwiches, die an den Einzelhandel, die Gastronomie und Cateringunternehmen vertrieben werden. Im Jahr 2000 zog das Unternehmen in den 23. Gemeindebezirk Liesing um.
Wojnar erfand den sogenannten Wiener Gabelbissen, der aus einer mit Gelee überzogenen Mischung aus Gemüse, Eiern, Fisch und Mayonnaise in einem Becher besteht.
Im Juni 2021 wurde bekanntgegeben, dass 74 Prozent der Firmenanteile von Vivatis übernommen werden. Das Unternehmen beschäftigte zu diesem Zeitpunkt 560 Mitarbeiter und erzielte 90 Millionen Euro Umsatz. Die operative Geschäftsführung behalten die beiden Schwestern aus der Familie Wojnar. Der Exportanteil liegt bei etwa 20 Prozent.